# Птань
Птань — река в России, протекает в Тульской и Липецкой областях. Устье реки находится в 36 км по левому берегу Красивой Мечи. Длина реки — 68 км, площадь её водосборного бассейна — 718 км².

### Притоки (км от устья)
- 11 км: Хмелинец(Хамелинка), в 0,3 км к СВ от с. Камынино (лв)
- 51 км: река Гнилуша (лв)

## Данные водного реестра
По данным государственного водного реестра России относится к Донскому бассейновому округу, водохозяйственный участок реки — Красивая Меча, речной подбассейн реки — бассейны притоков Дона до впадения Хопра. Речной бассейн реки — Дон (российская часть бассейна).